# Montreuil-des-Landes
Montreuil-des-Landes är en kommun i departementet Ille-et-Vilaine i regionen Bretagne i nordvästra Frankrike. Kommunen ligger i kantonen Vitré-Ouest som tillhör arrondissementet Fougères-Vitré. År 2022 hade Montreuil-des-Landes 235 invånare.

## Befolkningsutveckling
Antalet invånare i kommunen Montreuil-des-Landes
Referens:INSEE